# لي بوير

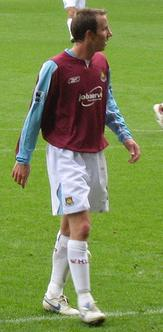
لي بوير

لي ديفيد بوير (بالإنجليزية: Lee Bowyer)‏، من مواليد 3 يناير 1977 في نيوهام في لندن، لاعب كرة قدم إنجليزي، ويلعب في نادي وست هام يونايتد.
بدأ بوير مسيرته الكروية مع نادي تشارلتون أثلتك في عام 1993، ولعب معهم حتى عام 1996، وشارك خلال هذه الفترة في 46 مباراة وسجل 8 أهداف، وفي عام 1996 انتقل إلى نادي ليدز يونايتد، ولعب معهم حتى عام 2003، وشارك خلال هذه الفترة في 203 مباريات وسجل 38 هدف، وفي عام 2003 انتقل إلى نادي نيوكاسل يونايتد، ولعب معهم لمدة ثلاثة مواسم، وشارك خلالها في 79 مباراة وسجل 6 أهداف، وفي موسم 2006/2007 انتقل إلى نادي وست هام يونايتد.
و لعب بوير مباراة واحدة مع منتخب إنجلترا لكرة القدم.

## مسيرته الكروية
لعب لي بوير خلال مسيرته الاحترافية مع 6 أندية في عشرون موسمًا وسجل خلالها 68 هدفًا ضمن 489 مباراة. ولم يفز بأي موسم بالكأس أو بالدوري.
خاض لي بوير مسيرته مع نادي تشارلتون أثلتيك في موسم 1994–95 ولمدة موسمين، مشاركًا في 46 مباراة سجل خلالها 8 أهداف. ثم انتقل إلى نادي ليدز يونايتد في موسم 1996–97 ليلعب معه سبعة مواسم، حيث شارك في 203 مباراة سجل خلالها 38 هدفًا. لينتقل بعدها إلى نادي وست هام يونايتد في موسم 2002–03 في المرة الأولى لمدة موسم واحد ثم في موسم 2006–07 واستمر معه طيلة ثلاثة مواسم، مشاركًا طوالها في 51 مباراة سجل خلالها 4 أهداف. ثم انتقل إلى نادي نيوكاسل يونايتد في موسم 2003–04 واستمر معه طيلة ثلاثة مواسم، مشاركًا في 79 مباراة سجل خلالها 6 أهداف. هذا وانتقل لاحقًا إلى نادي برمنغهام سيتي في موسم 2008–09 واستمر معه طيلة ثلاثة مواسم، مشاركًا في 81 مباراة سجل خلالها 10 أهداف. ثم انتقل بعدها إلى نادي إيبسويتش تاون في موسم 2011–12 لمدة موسم واحد، مشاركًا في 29 مباراة سجل خلالها هدفين.

## روابط خارجية
- لي بوير على موقع قاعدة بيانات كرة القدم.إي يو (الإنجليزية)
- لي بوير على موقع ناشيونال فوتبول تيمز (الإنجليزية)
- لي بوير على موقع Soccerbase.com (لاعب) (الإنجليزية)
- لي بوير على موقع Soccerway.com (الإنجليزية)
- لي بوير على موقع عالم كرة القدم.نت (الإنجليزية)
- لي بوير على موقع كووورة